# دانيال ألفيس
دانيال ألفيس (بالبرتغالية: Daniel Alves‏) هو مجدف برتغالي، ولد في 15 مارس 1969.

## وصلات خارجية
- دانيال ألفيس على موقع الاتحاد الدولي للتجديف (الإنجليزية)
- دانيال ألفيس على موقع اللجنة الأولمبية الدولية (الإنجليزية)
- دانيال ألفيس على موقع أوليمبيديا (الإنجليزية)